# Bownomomys
Bownomomys був раннім мармозетоподібним приматом, який жив у Північній Америці в епоху раннього еоцену, приблизно 56–50 мільйонів років тому.

## Таксономія
Teilhardina americana та T. crassidens спочатку були названі як види Teilhardina, які зазвичай вважаються членом Omomyidae. Однак філогенетичний аналіз Ni et al. (2004) відновили Teilhardina як поліфілетичних, причому Teilhardina belgica та T. asiatica гніздилися як найбазальніші гаплорріни, а T. americana та T. crassidens були відновлені як анатоморфінові омоміди (і, отже, більш тісно пов'язані з довгопятами, ніж з мавпами). Пізніше Ni et al. Teilhardina crassidens була віднесена до роду Baataromomys. (2007). Стаття Morse et al. заснований на кладистичних результатах Ni et al. (2004), визнавши T. americana та T. crassidens належними до нового роду, який вони назвали Bownomomys.